# Marie de Man
Maria Goverdina Antonia de Man, vaak genoemd als Marie G.A. de Man en bekend als Marie de Man (Middelburg, 19 mei 1855 – Oegstgeest, 15 september 1944) was Zeeuwse numismaat, schilder, tekenaar, auteur en conservator voor het Koninklijk Zeeuwsch Genootschap der Wetenschappen.

## Biografie
Marie de Man was een dochter van stadsgeneesheer en oudheidkundige Jan Cornelis de Man (1818-1909) en Neeltje Elisabeth Kamermans. Ze werd op jonge leeftijd doof. Geïnspireerd door haar vader raakte ze geïnteresseerd in munten en penningen. Haar vader was bestuurder van het Zeeuwsch Genootschap der Wetenschappen en in 1881 kreeg De Man het beheer over de collectie munten van het Genootschap. Van 1889 tot 1933 was ze conservator van het Numismatisch Kabinet van het Genootschap. Het genootschap heeft een rijke archeologische collectie waarvan de waarde onder het conservatorschap van Marie de Man flink is toegenomen. De Man nam naast wetenschappelijke ook organisatorische taken op zich, zoals het ordenen van de muntverzamelingen van het Genootschap en deze werden voorzien van een uitgebreide catalogus.
De Man publiceerde studies over numismatische en historische onderwerpen. In 1885 schreef ze haar eerste numismatische studie 'Le cimetière de Mariekerke' in het blad van de Société royale de numismatique Belge, ze werd daarop benoemd tot associé étranger en in 1903 tot erelid van deze Belgische kring. Ze publiceerde een honderdtal artikelen over Zeeuwse penningen en noodmunten en over munten gevonden in Zeeland vanaf de Romeinse tijd tot en met de Karolingische tijd.
De Man was vanaf de oprichting in 1892 lid van het Nederlands Genootschap voor Munt- en Penningkunde (KNGMP), een jaar later werd redactielid van het tijdschrift van genootschap dat in 1899 het predicaat Koninklijk kreeg. Ze schreef ruim 150 artikelen voor het Jaarboek van het genootschap. In 1905 kreeg De Man van (oud-)bestuursleden van het KNGMP een door C.L.J. Begeer vervaardigde plaquette met haar portret aangeboden, ter gelegenheid van haar zilveren jubileum als conservator. In 1917 werd ze benoemd tot erelid. In 1898 was De Man vicevoorzitter van de historische afdeling op de Nationale Tentoonstelling van Vrouwenarbeid in Den Haag. Verder werd ze nog benoemd tot lid van het Koninklijk Oudheidkundig Genootschap (1898) en corresponderend lid van de Numismatischer Verein (1913) in Dresden.
Op 19 mei 1925 werden haar wetenschappelijke verdiensten ter gelegenheid van haar zeventigste verjaardag gehuldigd en geëerd met een bijzondere uitgave van haar studie over de Middelburgse stempelsnijder en grafeur Johannes Looff en een door Roline Wichers Wierdsma ontworpen gedenkpenning waarin op de voorzijde 'Mariae Goverdinae Antoniae de Man, aetis LXX, anno MCMXXV' stond gegraveerd.

## Publicaties (selectie)[12]
- Over Zeeuwsche loodjes. Bijdrage tot de penningkunde van Zeeland (1892)
- Catalogus der numismatische verzameling van het Zeeuwsch Genootschap der Wetenschappen (1907)
- Een en ander over het goud- en zilversmidsgilde te Middelburg (1914)
- Uit het verleden van het Munt- en Penningkabinet van het Zeeuwsch Genootschap der Wetenschappen (1919)
- Het leven en de werken van Johannes Looff, stempelsnijder en graveur te Middelburg (1925)